# Смирнов, Роман Петрович
Роман Петрович Смирно́в (2 сентября 1984, Ленинград, СССР) — российский легкоатлет. Участник Летних Олимпийских игр 2008 года. Чемпион Универсиады 2009 года в эстафете 4×100 м. Многократный чемпион России на стадионе и в помещении. Мастер спорта России международного класса.

## Биография
В 2006 году он дебютировал на международных состязаниях. Он занял 1 место на Кубке мира. Также он стал победителем в забеге на 200 метров на чемпионате России в помещении и занял 2 позицию на летних состязаниях.
В 2007 году Роман Смирнов вновь победил на чемпионате России на 200-метровке.
В 2008 году он стал победителем Кубка Европы в помещении, он выиграл в эстафете 800+600+400+200 метров. Также он вновь подтвердил свой чемпионский титул на чемпионате России, выиграв как в помещении, так и на летних состязаниях.
В 2008 году Роман Смирнов дебютировал на Олимпийских играх. Спортсмен представил российскую сборную в забеге на 200 метров, победил в первом предварительном забеге, но во втором раунде не смог отобраться в полуфинал.
Выступал за клуб ЦСКА, а его тренировался под руководством Веры Васильевны Михеевой.
Завершил спортивную карьеру в 2017 году.
Женат на Екатерине Смирновой. Есть сын.

## Личные рекорды
| Вид   | Результат |
| ----- | --------- |
| 60 м  | 6,66 сек  |
| 100 м | 10,29 сек |
| 200 м | 20,57 сек |
| 300 м | 32,75 сек |
| 400 м | 47,67 сек |